# Associazione Calcio Sangiovannese 2007-2008
Questa pagina raccoglie le informazioni riguardanti l'Associazione Calcio Sangiovannese nelle competizioni ufficiali della stagione 2007-2008.

## Rosa
| N. |                   | Ruolo | Calciatore           |
| -- | ----------------- | ----- | -------------------- |
|    | Italia (bandiera) | C     | Andrea Arrigoni      |
|    | Italia (bandiera) | A     | Francesco Baiano     |
|    | Italia (bandiera) | P     | Alessandro Barberis  |
|    | Italia (bandiera) | D     | Davide Bertolucci    |
|    | Italia (bandiera) | C     | Antonio Brizzi       |
|    | Italia (bandiera) | C     | Cristiano Caleri     |
|    | Italia (bandiera) | C     | Cristiano Camillucci |
|    | Italia (bandiera) | A     | Andrea Cardini       |
|    | Italia (bandiera) | A     | Christian Cesaretti  |
|    | Italia (bandiera) | C     | Diego Colurcio       |
|    | Italia (bandiera) | D     | Francesco Di Bari    |
|    | Italia (bandiera) | A     | Firmino Elia         |
|    | Italia (bandiera) | D     | Corrado Ferracuti    |
|    | Italia (bandiera) | D     | Federico Ferrando    |
|    | Italia (bandiera) | C     | Giovanni Furlanetto  |
|    | Italia (bandiera) | A     | Federico Gerardi     |
|    | Italia (bandiera) | C     | Gabriele Goretti     |

| N. |                   | Ruolo | Calciatore            |
| -- | ----------------- | ----- | --------------------- |
|    | Italia (bandiera) | C     | Antonio La Fortezza   |
|    | Italia (bandiera) | A     | Ettore Marchi         |
|    | Italia (bandiera) | D     | Stefano Luciano Mauri |
|    | Italia (bandiera) | A     | Mattia Menichini      |
|    | Italia (bandiera) | C     | Luca Minopoli         |
|    | Italia (bandiera) | C     | Stefano Mondini       |
|    | Italia (bandiera) | C     | Alberto Rebecca       |
|    | Italia (bandiera) | C     | Pasquale Rulli        |
|    | Italia (bandiera) | D     | Davide Salvatori      |
|    | Italia (bandiera) | A     | Vincenzo Sarno        |
|    | Italia (bandiera) | C     | Marco Scarnato        |
|    | Italia (bandiera) | P     | Francesco Scotti      |
|    | Italia (bandiera) | D     | Gianbattista Scugugia |
|    | Italia (bandiera) | C     | Andrea Staffolani     |
|    | Italia (bandiera) | D     | Alessio Vannini       |
|    | Italia (bandiera) | D     | Pietro Varriale       |
|    | Italia (bandiera) | C     | Gilberto Zanoletti    |

## Risultati

### Campionato

#### Girone di andata
| 26 agosto 2007 1ª giornata | Martina | 0 – 0 | Sangiovannese |  |

| 3 settembre 2007 2ª giornata | Sangiovannese | 1 – 1 | Ancona |  |

| 9 settembre 2007 3ª giornata | Sangiovannese | 1 – 1 | Pescara |  |

| 16 settembre 2007 4ª giornata | Massese | 1 – 0 | Sangiovannese |  |

| 24 settembre 2007 5ª giornata | Sangiovannese | 1 – 1 | Lucchese |  |

| 30 settembre 2007 6ª giornata | Sorrento | 3 – 0 | Sangiovannese |  |

| 8 ottobre 2007 7ª giornata | Gallipoli | 2 – 0 | Sangiovannese |  |

| 14 ottobre 2007 8ª giornata | Sangiovannese | 1 – 0 | Potenza |  |

| 21 ottobre 2007 9ª giornata | Crotone | 4 – 0 | Sangiovannese |  |

| 29 ottobre 2007 10ª giornata | Sangiovannese | 1 – 0 | Juve Stabia |  |

| 1 novembre 2007 11ª giornata | Salernitana | 2 – 0 | Sangiovannese |  |

| 5 novembre 2007 12ª giornata | Sangiovannese | 0 – 0 | Pistoiese |  |

| 12 novembre 2007 13ª giornata | Lanciano | 1 – 0 | Sangiovannese |  |

| 18 novembre 2007 14ª giornata | Sangiovannese | 1 – 2 | Perugia |  |

| 25 novembre 2007 15ª giornata | Arezzo | 1 – 1 | Sangiovannese |  |

| 3 dicembre 2007 16ª giornata | Sangiovannese | 0 – 1 | Taranto |  |

| 9 dicembre 2007 17ª giornata | Sambenedettese | 3 – 1 | Sangiovannese |  |

#### Girone di ritorno
| 16 dicembre 2007 18ª giornata | Sangiovannese | 1 – 4 | Martina |  |

| 23 dicembre 2007 19ª giornata | Ancona | 2 – 0 | Sangiovannese |  |

| 14 gennaio 2008 20ª giornata | Pescara | 3 – 0 | Sangiovannese |  |

| 21 gennaio 2008 21ª giornata | Sangiovannese | 1 – 2 | Massese |  |

| 3 febbraio 2008 22ª giornata | Lucchese | 1 – 1 | Sangiovannese |  |

| 10 febbraio 2008 23ª giornata | Sangiovannese | 0 – 0 | Sorrento |  |

| 17 febbraio 2008 24ª giornata | Sangiovannese | 2 – 1 | Gallipoli |  |

| 24 febbraio 2008 25ª giornata | Potenza | 1 – 0 | Sangiovannese |  |

| 10 marzo 2008 26ª giornata | Sangiovannese | 3 – 1 | Crotone |  |

| 16 marzo 2008 27ª giornata | Juve Stabia | 1 – 1 | Sangiovannese |  |

| 22 marzo 2008 28ª giornata | Sangiovannese | 1 – 1 | Salernitana |  |

| 31 marzo 2008 29ª giornata | Pistoiese | 0 – 2 | Sangiovannese |  |

| 6 aprile 2008 30ª giornata | Sangiovannese | 2 – 1 | Virtus Lanciano |  |

| 13 aprile 2008 31ª giornata | Perugia | 1 – 0 | Sangiovannese |  |

| 20 aprile 2008 32ª giornata | Sangiovannese | 1 – 3 | Arezzo |  |

| 27 aprile 2008 33ª giornata | Taranto | 3 – 0 | Sangiovannese |  |

| 4 maggio 2008 34ª giornata | Sangiovannese | 1 – 1 | Sambenedettese |  |

### Play-out
| 18 maggio 2008 andata | Sangiovannese | 0 – 3 | Pistoiese |  |

| 25 maggio 2008 ritorno | Pistoiese | 1 – 0 | Sangiovannese |  |